# Mirosławiec (stacja kolejowa)
Mirosławiec – nieczynna stacja kolejowa w Mirosławcu, w Polsce, w województwie zachodniopomorskim.